# Старокорсунский сельский округ
Старокорсунский сельский округ — административно-территориальная единица в составе Карасунского внутригородского округа города Краснодара Краснодарского края. В рамках муниципального устройства относится к муниципальному образованию город Краснодар.
Административный центр — станица Старокорсунская.
Сельский округ расположен к востоку от центра города Краснодара, на берегу Краснодарского водохранилища реки Кубань.

## Население
| 2010   |
| ------ |
| 12 747 |

## Населённые пункты
В состав сельского округа входят 3 населённых пункта
| № | Населённый пункт | Тип населённого пункта | Население |
| - | ---------------- | ---------------------- | --------- |
| 1 | Дорожный         | посёлок                | ↗396      |
| 2 | Разъезд          | посёлок                | ↗113      |
| 3 | Старокорсунская  | станица                | ↘11 889   |

## История
До 1941 года образован Старокорсунский сельский Совет депутатов трудящихся Пластуновского района Краснодарского края; с мая 1961 года – Старокорсунский сельский Совет депутатов трудящихся (с октября 1977 года народных депутатов) Динского района Краснодарского края, с января 1986 года – Старокорсунский сельский Совет народных депутатов Советского района г. Краснодара.
В соответствии с Указом Президента Российской Федерации от 09 октября 1993 года № 1617 Старокорсунский сельсовет был упразднён в пользу сельского округа.